# 気仙沼市立面瀬小学校
気仙沼市立面瀬小学校（けせんぬましりつ おもせしょうがっこう）は、宮城県気仙沼市松崎下赤田にある公立小学校。通称「面小（おもしょう）」。

## 概要
ユネスコスクールに加盟している（2008年加盟）。
校章および校歌は、共に1985年の制定。校章は、校名のローマ字綴り「OMOSE」のOとMを基調としている。Oは外周に取り入れ、Mはその外周の上部に配している。Mのへこみの部分には、気仙沼市の市花であるヤマツツジが添えられている。中央には「小」の字を置いている。

## 沿革
面瀬小学校の開校には、松岩小学校と階上小学校における児童数の増加が関係する。
1983年（昭和58年）夏より校地整備が始められ、同年秋から校舎の建築に着手。翌1984年（昭和59年）3月、鉄筋コンクリート造3階建ての校舎が完成し、4月に面瀬小学校として開校した。市立小学校では14番目の開校で、新設校としては南気仙沼小学校（1967年開校）以来、17年ぶりとなった。
1985年（昭和60年）、校舎西側に体育館およびプールを設け、一通りの施設が整備された。また校歌や校章も年内に制定された。

### 年表
- 1983年（昭和58年） - 校地整備および校舎建築を開始[1]。
- 1984年（昭和59年）
  - 3月 - 校舎を落成[1]。
  - 4月1日 - 開校[4]。開校式を開催[1]。
- 1985年（昭和60年）
  - 体育館およびプールを落成。校歌を制定[1]。
  - 3月2日 - 校章を制定[3]。
  - 8月 - 交通安全子供自転車全国大会に県代表として出場[1]。
- 1988年（昭和63年）  - 全日本交通安全協会より、交通安全優良校として表彰される[1]。
- 1994年（平成6年） - 文部省より「小学校における外国語教育」研究開発校に指定される（3年間）[6]。
- 2001年（平成13年） - 宮城県教育委員会および気仙沼市教育委員会より、「心をはぐくむ教育活動」研究校に指定される[6]。
- 2002年（平成14年） - 日本ユネスコ協会より露木賞を受賞[6]。
- 2003年（平成15年） - 宮城県教育委員会および気仙沼市教育委員会より、プロポーザルモデル事業推進校に指定される（3年間）[6]。
- 2005年（平成17年）
  - 日本水環境学会より2003年度東北・水すまし賞を受賞[6]。
  - 第7回日本水大賞・文部科学大臣奨励賞を受賞[6]。
- 2006年（平成18年） - 第13回コカ・コーラ環境教育賞を受賞[6]。
- 2007年（平成19年） - 文部科学省より、環境のための地球観測プログラム（グローブ）推進校に指定される（2年間）[6]。
- 2008年（平成20年）
  - 文部科学省より、新しい環境教育に関する調査研究事業協力校に指定される（2年間）[6]。
  - ユネスコスクールに加盟[2]。
- 2013年（平成25年） - ESD大賞審査員特別賞、学校自慢ECO大賞収集賞、全国学校緑化コンクール準特選賞を受賞[6]。
- 2014年（平成26年） - 宮城県より緑化功労者として表彰される[7]。
- 2021年（令和3年）2月 - 中谷財団より、科学教育振興助成事業で奨励賞を受賞[8]。

## 学校行事
主要な行事を掲載。
| - 4月 - 第1学期始業式、入学式 - 5月 - 6月 - 修学旅行 | - 7月 - 8月 - 9月 | - 10月 - 1学期終業式、2学期始業式 - 11月 - 12月 | - 1月 - 2月 - 3月 - 6年生を送る会、卒業式、修了式 |

## 通学区域
以下の行政区が対象。
- 尾崎区、高谷区、鶴巻1区、鶴巻2区、上沢区、赤田区、上沢1区、上沢2区、上沢3区、青葉が丘区、下沢区、千岩田区

## 進学先の中学校
- 気仙沼市立面瀬中学校[9]

## 学区内の主な施設
- 気仙沼市立面瀬中学校
- 松崎尾崎防災公園
- 気仙沼中央インターチェンジ
- 国道45号
- 川原漁港

## アクセス

### BRT
- 気仙沼線 岩月駅から徒歩約20分

### 路線バス
- 松岩線（金取系統）高谷停留所から徒歩約5分